# Liga Światowa w Piłce Siatkowej 2004
Liga Światowa siatkarzy 2004 rozpoczęła się 4 czerwca 2004 roku. Również w tym roku odbywały się Igrzyska Olimpijskie w Atenach, więc w turnieju Ligi Światowej wystąpiło 12 drużyn, podzielonych na trzy grupy, w każdej po cztery drużyny. Do turnieju finałowego, który odbył się w dniach 16-18 lipca w Rzymie awansowali zwycięzcy grup – Brazylia, Bułgaria, Serbia i Czarnogóra, oraz gospodarz turnieju finałowego – Włochy.

## Uczestnicy
| Grupa A                              | Grupa B                         | Grupa C                               |
| ------------------------------------ | ------------------------------- | ------------------------------------- |
| Brazylia Grecja Hiszpania Portugalia | Bułgaria Francja Polska Japonia | Serbia i Czarnogóra Włochy Chiny Kuba |

## Faza interkontynentalna
Wszystkie godziny według czasu lokalnego. 

### Grupa A
Tabela
| Lp. | Drużyna    | Pkt | Mecze | Mecze | Mecze | Sety | Sety | Sety  | Małe punkty | Małe punkty | Małe punkty |
| Lp. | Drużyna    | Pkt | M     | W     | P     | wyg. | prz. | ratio | zdob.       | str.        | ratio       |
| --- | ---------- | --- | ----- | ----- | ----- | ---- | ---- | ----- | ----------- | ----------- | ----------- |
| 1   | Brazylia   | 24  | 12    | 12    | 0     | 36   | 6    | 6.000 | 1031        | 822         | 1.254       |
| 2   | Grecja     | 17  | 12    | 5     | 7     | 22   | 25   | 0.880 | 1030        | 1016        | 1.014       |
| 3   | Hiszpania  | 16  | 12    | 4     | 8     | 19   | 26   | 0.731 | 953         | 1015        | 0.939       |
| 4   | Portugalia | 15  | 12    | 3     | 9     | 12   | 32   | 0.375 | 875         | 1036        | 0.845       |

Źródło: FIVB (ang.)
Zasady ustalania kolejności: 1. liczba zdobytych punktów; 2. wyższy stosunek setów; 3. wyższy stosunek małych punktów.
Punktacja: zwycięstwo – 2 pkt; porażka – 1 pkt
     Awans do turnieju finałowego
Wyniki spotkań
| 1. KOLEJKA |
| ---------- |

Miejsce spotkań: Hala sportowa Neapolis, Larisa / Pabellón Cajamadrid, Madryt
| Data       | Godz. | Drużyna 1 | Wynik | Drużyna 2  | 1     | 2     | 3     | 4     | 5    | Razem  | Czas | Widzów | *      |
| ---------- | ----- | --------- | ----- | ---------- | ----- | ----- | ----- | ----- | ---- | ------ | ---- | ------ | ------ |
| 04.06.2004 | 21:00 | Grecja    | 0:3   | Brazylia   | 19:25 | 22:25 | 22:25 |       |      | 63:75  | 1:21 | 4750   | raport |
| 06.06.2004 | 21:00 | Grecja    | 2:3   | Brazylia   | 25:21 | 13:25 | 19:25 | 26:24 | 9:15 | 92:110 | 2:06 | 4050   | raport |
| 05.06.2004 | 17:30 | Hiszpania | 3:0   | Portugalia | 25:21 | 22:21 | 25:16 |       |      | 75:58  | 1:18 | 1200   | raport |
| 06.06.2004 | 12:30 | Hiszpania | 1:3   | Portugalia | 26:24 | 13:25 | 18:25 | 17:25 |      | 74:99  | 1:46 | 1200   | raport |

| 2. KOLEJKA |
| ---------- |

Miejsce spotkań: Hala sportowa Neapolis, Larisa / Ginásio do Ibirapuera, São Paulo
| Data       | Godz. | Drużyna 1 | Wynik | Drużyna 2  | 1     | 2     | 3     | 4     | 5 | Razem  | Czas | Widzów | *      |
| ---------- | ----- | --------- | ----- | ---------- | ----- | ----- | ----- | ----- | - | ------ | ---- | ------ | ------ |
| 11.06.2004 | 17:00 | Grecja    | 3:0   | Portugalia | 25:20 | 25:16 | 25:18 |       |   | 75:54  | 1:13 | 3100   | raport |
| 13.06.2004 | 17:00 | Grecja    | 3:1   | Portugalia | 25:18 | 22:25 | 25:22 | 25:13 |   | 97:78  | 1:44 | 2150   | raport |
| 12.06.2004 | 10:00 | Brazylia  | 3:1   | Hiszpania  | 26:28 | 25:14 | 25:19 | 25:20 |   | 101:81 | 1:49 | 10999  | raport |
| 13.06.2004 | 10:00 | Brazylia  | 3:0   | Hiszpania  | 25:16 | 25:22 | 25:16 |       |   | 75:54  | 1:18 | 10999  | raport |

| 3. KOLEJKA |
| ---------- |

Miejsce spotkań: Pavelló Municipal Font de Sant Lluís, Walencja / Ginásio Poliesportivo Avelino dos Reis, Campo Grande
| Data       | Godz. | Drużyna 1 | Wynik | Drużyna 2  | 1     | 2     | 3     | 4     | 5 | Razem | Czas | Widzów | *      |
| ---------- | ----- | --------- | ----- | ---------- | ----- | ----- | ----- | ----- | - | ----- | ---- | ------ | ------ |
| 18.06.2004 | 20:00 | Hiszpania | 1:3   | Grecja     | 26:24 | 15:25 | 17:25 | 16:25 |   | 74:99 | 1:45 | 2200   | raport |
| 20.06.2004 | 12:00 | Hiszpania | 0:3   | Grecja     | 23:25 | 20:25 | 26:28 |       |   | 69:78 | 1:28 | 2300   | raport |
| 19.06.2004 | 9:00  | Brazylia  | 3:0   | Portugalia | 25:16 | 25:19 | 25:16 |       |   | 75:51 | 1:06 | 8000   | raport |
| 20.06.2004 | 9:00  | Brazylia  | 3:0   | Portugalia | 25:17 | 25:16 | 25:20 |       |   | 75:53 | 1:16 | 8000   | raport |

| 4. KOLEJKA |
| ---------- |

Miejsce spotkań: Mineirinho, Belo Horizonte / Pavilhão Rosa Mota, Porto
| Data       | Godz. | Drużyna 1  | Wynik | Drużyna 2 | 1     | 2     | 3     | 4     | 5 | Razem | Czas | Widzów | *      |
| ---------- | ----- | ---------- | ----- | --------- | ----- | ----- | ----- | ----- | - | ----- | ---- | ------ | ------ |
| 26.06.2004 | 10:00 | Brazylia   | 3:0   | Grecja    | 25:20 | 25:22 | 25:21 |       |   | 75:63 | 1:16 | 17352  | raport |
| 27.06.2004 | 10:00 | Brazylia   | 3:0   | Grecja    | 25:21 | 25:19 | 25:22 |       |   | 75:62 | 1:19 | 17961  | raport |
| 26.06.2004 | 17:00 | Portugalia | 1:3   | Hiszpania | 25:21 | 20:25 | 19:25 | 11:25 |   | 75:96 | 1:40 | 800    | raport |
| 27.06.2004 | 17:00 | Portugalia | 0:3   | Hiszpania | 15:25 | 21:25 | 17:25 |       |   | 53:75 | 1:18 | 800    | raport |

| 5. KOLEJKA |
| ---------- |

Miejsce spotkań: Pabellón Polideportivo Pisuerga, Valladolid / Pavilhão Rosa Mota, Porto
| Data       | Godz. | Drużyna 1  | Wynik | Drużyna 2 | 1     | 2     | 3     | 4     | 5     | Razem   | Czas | Widzów | *      |
| ---------- | ----- | ---------- | ----- | --------- | ----- | ----- | ----- | ----- | ----- | ------- | ---- | ------ | ------ |
| 02.07.2004 | 20:00 | Hiszpania  | 2:3   | Brazylia  | 20:25 | 21:25 | 25:23 | 36:34 | 4:15  | 106:122 | 2:09 | 3700   | raport |
| 04.07.2004 | 12:30 | Hiszpania  | 0:3   | Brazylia  | 15:25 | 23:25 | 19:25 |       |       | 57:75   | 1:12 | 3100   | raport |
| 03.07.2004 | 17:00 | Portugalia | 3:2   | Grecja    | 23:25 | 22:25 | 25:23 | 28:26 | 15:13 | 113:112 | 2:15 | 560    | raport |
| 04.07.2004 | 17:00 | Portugalia | 3:2   | Grecja    | 18:25 | 17:25 | 26:24 | 25:22 | 15:13 | 101:109 | 2:07 | 151    | raport |

| 6. KOLEJKA |
| ---------- |

Miejsce spotkań: Hala sportowa "Dimitris Tofalos", Patras / Pavilhão Rosa Mota, Porto
| Data       | Godz. | Drużyna 1  | Wynik | Drużyna 2 | 1     | 2     | 3     | 4     | 5     | Razem  | Czas | Widzów | *      |
| ---------- | ----- | ---------- | ----- | --------- | ----- | ----- | ----- | ----- | ----- | ------ | ---- | ------ | ------ |
| 09.07.2004 | 21:00 | Grecja     | 3:2   | Hiszpania | 21:25 | 25:20 | 16:25 | 25:14 | 15:13 | 102:97 | 1:55 | 3050   | raport |
| 11.07.2004 | 21:00 | Grecja     | 1:3   | Hiszpania | 23:25 | 25:20 | 13:25 | 17:25 |       | 78:95  | 1:41 | 1680   | raport |
| 10.07.2004 | 17:00 | Portugalia | 0:3   | Brazylia  | 19:25 | 20:25 | 23:25 |       |       | 62:75  | 1:16 | 3600   | raport |
| 11.07.2004 | 17:00 | Portugalia | 1:3   | Brazylia  | 25:23 | 19:25 | 19:25 | 15:25 |       | 78:98  | 1:40 | 3650   | raport |

### Grupa B
Tabela
| Lp. | Drużyna  | Pkt | Mecze | Mecze | Mecze | Sety | Sety | Sety  | Małe punkty | Małe punkty | Małe punkty |
| Lp. | Drużyna  | Pkt | M     | W     | P     | wyg. | prz. | ratio | zdob.       | str.        | ratio       |
| --- | -------- | --- | ----- | ----- | ----- | ---- | ---- | ----- | ----------- | ----------- | ----------- |
| 1   | Bułgaria | 21  | 12    | 9     | 3     | 31   | 13   | 2.385 | 1042        | 950         | 1.097       |
| 2   | Francja  | 21  | 12    | 9     | 3     | 29   | 17   | 1.706 | 1072        | 992         | 1.081       |
| 3   | Polska   | 18  | 12    | 6     | 6     | 22   | 24   | 0.917 | 1063        | 1055        | 1.008       |
| 4   | Japonia  | 12  | 12    | 0     | 12    | 8    | 36   | 0.222 | 907         | 1087        | 0.834       |

Źródło: FIVB (ang.)
Zasady ustalania kolejności: 1. liczba zdobytych punktów; 2. wyższy stosunek setów; 3. wyższy stosunek małych punktów.
Punktacja: zwycięstwo – 2 pkt; porażka – 1 pkt
     Awans do turnieju finałowego
Wyniki spotkań
| 1. KOLEJKA |
| ---------- |

Miejsce spotkań: Pałac Kultury i Sportu, Warna / Matsumoto City Gymnasium, Matsumoto
| Data       | Godz. | Drużyna 1 | Wynik | Drużyna 2 | 1     | 2     | 3     | 4     | 5     | Razem   | Czas | Widzów | *      |
| ---------- | ----- | --------- | ----- | --------- | ----- | ----- | ----- | ----- | ----- | ------- | ---- | ------ | ------ |
| 04.06.2004 | 18:00 | Bułgaria  | 2:3   | Francja   | 25:20 | 17:25 | 22:25 | 29:27 | 13:15 | 106:112 | 1:49 | 4530   | raport |
| 06.06.2004 | 20:30 | Bułgaria  | 3:0   | Francja   | 25:21 | 25:23 | 25:22 |       |       | 75:66   | 1:26 | 5280   | raport |
| 05.06.2004 | 15:00 | Japonia   | 1:3   | Polska    | 25:22 | 27:29 | 16:25 | 22:25 |       | 90:101  | 1:51 | 6800   | raport |
| 06.06.2004 | 14:00 | Japonia   | 2:3   | Polska    | 21:25 | 30:28 | 32:34 | 25:23 | 7:15  | 115:125 | 2:23 | 7000   | raport |

| 2. KOLEJKA |
| ---------- |

Miejsce spotkań: Łuczniczka, Bydgoszcz / Palais omnisports de Paris-Bercy, Paryż
| Data       | Godz. | Drużyna 1 | Wynik | Drużyna 2 | 1     | 2     | 3     | 4     | 5 | Razem | Czas | Widzów | *      |
| ---------- | ----- | --------- | ----- | --------- | ----- | ----- | ----- | ----- | - | ----- | ---- | ------ | ------ |
| 11.06.2004 | 18:50 | Polska    | 3:1   | Bułgaria  | 25:22 | 25:15 | 21:25 | 25:23 |   | 96:85 | 1:52 | 8120   | raport |
| 12.06.2004 | 15:00 | Polska    | 1:3   | Bułgaria  | 22:25 | 25:22 | 22:25 | 20:25 |   | 89:97 | 1:51 | 8010   | raport |
| 11.06.2004 | 21:00 | Francja   | 3:0   | Japonia   | 25:19 | 25:19 | 25:16 |       |   | 75:54 | 1:14 | 2340   | raport |
| 12.06.2004 | 21:00 | Francja   | 3:0   | Japonia   | 25:19 | 25:18 | 25:18 |       |   | 75:55 | 1:11 | 2580   | raport |

| 3. KOLEJKA |
| ---------- |

Miejsce spotkań: Spodek, Katowice / Palais des sports Jean-Weille, Nancy
| Data       | Godz. | Drużyna 1 | Wynik | Drużyna 2 | 1     | 2     | 3     | 4     | 5 | Razem  | Czas | Widzów | *      |
| ---------- | ----- | --------- | ----- | --------- | ----- | ----- | ----- | ----- | - | ------ | ---- | ------ | ------ |
| 18.06.2004 | 18:50 | Polska    | 3:0   | Japonia   | 29:27 | 25:19 | 25:20 |       |   | 79:66  | 1:21 | 10320  | raport |
| 19.06.2004 | 13:00 | Polska    | 3:0   | Japonia   | 25:13 | 30:28 | 25:21 |       |   | 80:62  | 1:21 | 9130   | raport |
| 18.06.2004 | 19:00 | Francja   | 0:3   | Bułgaria  | 22:25 | 18:25 | 18:25 |       |   | 58:75  | 1:12 | 4495   | raport |
| 19.06.2004 | 18:00 | Francja   | 3:1   | Bułgaria  | 24:26 | 30:28 | 25:20 | 25:20 |   | 104:94 | 1:57 | 3632   | raport |

| 4. KOLEJKA |
| ---------- |

Miejsce spotkań: Palais des sports de Beaulieu, Nantes / Tokorozawa Municipal Gymnasium, Tokorozawa
| Data       | Godz. | Drużyna 1 | Wynik | Drużyna 2 | 1     | 2     | 3     | 4     | 5     | Razem   | Czas | Widzów | *      |
| ---------- | ----- | --------- | ----- | --------- | ----- | ----- | ----- | ----- | ----- | ------- | ---- | ------ | ------ |
| 25.06.2004 | 20:20 | Francja   | 3:2   | Polska    | 25:22 | 26:24 | 22:25 | 22:25 | 17:15 | 112:111 | 2:13 | 4385   | raport |
| 26.06.2004 | 20:20 | Francja   | 2:3   | Polska    | 20:25 | 25:23 | 23:25 | 25:18 | 8:15  | 101:106 | 2:06 | 4850   | raport |
| 26.06.2004 | 15:00 | Japonia   | 1:3   | Bułgaria  | 27:29 | 21:25 | 25:23 | 23:25 |       | 96:102  | 1:47 | 5172   | raport |
| 27.06.2004 | 14:00 | Japonia   | 2:3   | Bułgaria  | 15:25 | 18:25 | 25:21 | 25:22 | 10:15 | 93:108  | 1:57 | 5280   | raport |

| 5. KOLEJKA |
| ---------- |

Miejsce spotkań: Pałac Kultury i Sportu, Warna / Yoyogi National Gymnasium, Tokio
| Data       | Godz. | Drużyna 1 | Wynik | Drużyna 2 | 1     | 2     | 3     | 4     | 5     | Razem   | Czas | Widzów | *      |
| ---------- | ----- | --------- | ----- | --------- | ----- | ----- | ----- | ----- | ----- | ------- | ---- | ------ | ------ |
| 02.07.2004 | 18:00 | Bułgaria  | 3:0   | Polska    | 25:23 | 25:20 | 25:15 |       |       | 75:58   | 1:15 | 6500   | raport |
| 03.07.2004 | 20:30 | Bułgaria  | 3:0   | Polska    | 25:23 | 25:15 | 25:22 |       |       | 75:60   | 1:17 | 7000   | raport |
| 03.07.2004 | 15:00 | Japonia   | 0:3   | Francja   | 13:25 | 23:25 | 20:25 |       |       | 56:75   | 1:09 | 6600   | raport |
| 04.07.2004 | 14:00 | Japonia   | 2:3   | Francja   | 27:25 | 19:25 | 16:25 | 29:27 | 11:15 | 102:117 | 2:03 | 6300   | raport |

| 6. KOLEJKA |
| ---------- |

Miejsce spotkań: Spodek, Katowice /
| Data       | Godz. | Drużyna 1 | Wynik | Drużyna 2 | 1     | 2     | 3     | 4     | 5 | Razem  | Czas | Widzów | *      |
| ---------- | ----- | --------- | ----- | --------- | ----- | ----- | ----- | ----- | - | ------ | ---- | ------ | ------ |
| 09.07.2004 | 19:00 | Polska    | 1:3   | Francja   | 25:22 | 25:27 | 22:25 | 25:27 |   | 97:101 | 1:58 | 11368  | raport |
| 10.07.2004 | 15:00 | Polska    | 0:3   | Francja   | 17:25 | 24:26 | 20:25 |       |   | 61:76  | 1:25 | 12068  | raport |
| 10.07.2004 | 20:30 | Bułgaria  | 3:0   | Japonia   | 25:22 | 25:17 | 25:19 |       |   | 75:58  | 1:12 | 6400   | raport |
| 11.07.2004 | 20:30 | Bułgaria  | 3:0   | Japonia   | 25:22 | 25:19 | 25:19 |       |   | 75:60  | 1:13 | 6000   | raport |

### Grupa C
Tabela
| Lp. | Drużyna             | Pkt | Mecze | Mecze | Mecze | Sety | Sety | Sety  | Małe punkty | Małe punkty | Małe punkty |
| Lp. | Drużyna             | Pkt | M     | W     | P     | wyg. | prz. | ratio | zdob.       | str.        | ratio       |
| --- | ------------------- | --- | ----- | ----- | ----- | ---- | ---- | ----- | ----------- | ----------- | ----------- |
| 1   | Serbia i Czarnogóra | 22  | 12    | 10    | 2     | 34   | 14   | 2.429 | 1133        | 1010        | 1.122       |
| 2   | Włochy              | 19  | 12    | 7     | 5     | 27   | 19   | 1.421 | 1036        | 1000        | 1.036       |
| 3   | Kuba                | 16  | 12    | 4     | 8     | 18   | 29   | 0.621 | 1017        | 1078        | 0.943       |
| 4   | Chiny               | 15  | 12    | 3     | 9     | 14   | 31   | 0.452 | 968         | 1066        | 0.908       |

Źródło: FIVB (ang.)
Zasady ustalania kolejności: 1. liczba zdobytych punktów; 2. wyższy stosunek setów; 3. wyższy stosunek małych punktów.
Punktacja: zwycięstwo – 2 pkt; porażka – 1 pkt
     Awans do turnieju finałowego
     Gospodarz turnieju finałowego
Wyniki spotkań
| 1. KOLEJKA |
| ---------- |

Miejsce spotkań: PalaSele, Eboli (4 czerwca), PalaVesuvio, Neapol (6 czerwca) / Coliseo de la Ciudad Deportiva, Hawana
| Data       | Godz. | Drużyna 1 | Wynik | Drużyna 2           | 1     | 2     | 3     | 4     | 5     | Razem   | Czas | Widzów | *      |
| ---------- | ----- | --------- | ----- | ------------------- | ----- | ----- | ----- | ----- | ----- | ------- | ---- | ------ | ------ |
| 04.06.2004 | 20:00 | Włochy    | 3:0   | Chiny               | 25:17 | 25:22 | 25:20 |       |       | 75:59   | 1:10 | 5200   | raport |
| 06.06.2004 | 15:30 | Włochy    | 3:1   | Chiny               | 25:19 | 26:28 | 25:22 | 25:20 |       | 101:89  | 1:36 | 6000   | raport |
| 04.06.2004 | 20:40 | Kuba      | 1:3   | Serbia i Czarnogóra | 21:25 | 17:25 | 25:23 | 29:31 |       | 92:104  | 2:00 | 12500  | raport |
| 05.06.2004 | 20:40 | Kuba      | 3:2   | Serbia i Czarnogóra | 25:20 | 23:25 | 25:21 | 15:25 | 18:16 | 106:107 | 2:20 | 11620  | raport |

| 2. KOLEJKA |
| ---------- |

Miejsce spotkań: SPC "Wojwodina", Nowy Sad (11 czerwca), Hala Pionir, Belgrad (12 czerwca) / PalaLivorno, Livorno (11 czerwca), PalaMadigan, Montecatini Terme (13 czerwca)
| Data       | Godz. | Drużyna 1           | Wynik | Drużyna 2 | 1     | 2     | 3     | 4     | 5     | Razem   | Czas | Widzów | *      |
| ---------- | ----- | ------------------- | ----- | --------- | ----- | ----- | ----- | ----- | ----- | ------- | ---- | ------ | ------ |
| 11.06.2004 | 17:30 | Serbia i Czarnogóra | 2:3   | Chiny     | 26:28 | 25:20 | 22:25 | 25:19 | 14:16 | 112:108 | 2:01 | 1900   | raport |
| 12.06.2004 | 17:30 | Serbia i Czarnogóra | 3:0   | Chiny     | 25:17 | 25:20 | 25:19 |       |       | 75:56   | 1:10 | 2700   | raport |
| 11.06.2004 | 20:30 | Włochy              | 2:3   | Kuba      | 27:29 | 25:23 | 25:23 | 19:25 | 13:15 | 109:115 | 2:13 | 8800   | raport |
| 13.06.2004 | 18:00 | Włochy              | 3:0   | Kuba      | 25:19 | 25:23 | 25:14 |       |       | 75:56   | 1:13 | 5000   | raport |

| 3. KOLEJKA |
| ---------- |

Miejsce spotkań: Hala Pionir, Belgrad (18 czerwca), SPC "Wojwodina", Nowy Sad (19 czerwca) / Shanghai University Gymnasium, Szanghaj
| Data       | Godz. | Drużyna 1           | Wynik | Drużyna 2 | 1     | 2     | 3     | 4     | 5 | Razem | Czas | Widzów | *      |
| ---------- | ----- | ------------------- | ----- | --------- | ----- | ----- | ----- | ----- | - | ----- | ---- | ------ | ------ |
| 18.06.2004 | 17:30 | Serbia i Czarnogóra | 3:1   | Kuba      | 25:17 | 25:22 | 15:25 | 25:15 |   | 90:79 | 1:39 | 4210   | raport |
| 19.06.2004 | 17:30 | Serbia i Czarnogóra | 3:0   | Kuba      | 25:22 | 26:24 | 25:19 |       |   | 76:65 | 1:19 | 5350   | raport |
| 18.06.2004 | 19:50 | Chiny               | 1:3   | Włochy    | 25:12 | 21:25 | 23:25 | 21:25 |   | 90:87 | 1:32 | 2995   | raport |
| 19.06.2004 | 19:50 | Chiny               | 0:3   | Włochy    | 26:28 | 15:25 | 15:25 |       |   | 56:78 | 1:07 | 3085   | raport |

| 4. KOLEJKA |
| ---------- |

Miejsce spotkań: PalaOlimpia, Werona (25 czerwca), PalaPanini, Modena (27 czerwca) / Shanghai University Gymnasium, Szanghaj
| Data       | Godz. | Drużyna 1 | Wynik | Drużyna 2           | 1     | 2     | 3     | 4     | 5    | Razem   | Czas | Widzów | *      |
| ---------- | ----- | --------- | ----- | ------------------- | ----- | ----- | ----- | ----- | ---- | ------- | ---- | ------ | ------ |
| 25.06.2004 | 20:30 | Włochy    | 2:3   | Serbia i Czarnogóra | 25:21 | 30:32 | 25:17 | 24:26 | 8:15 | 112:111 | 2:04 | 4500   | raport |
| 27.06.2004 | 18:00 | Włochy    | 1:3   | Serbia i Czarnogóra | 25:22 | 20:25 | 17:25 | 19:25 |      | 81:97   | 1:38 | 4400   | raport |
| 25.06.2004 | 19:50 | Chiny     | 3:1   | Kuba                | 25:23 | 21:25 | 25:21 | 25:23 |      | 96:92   | 1:45 | 3825   | raport |
| 26.06.2004 | 19:50 | Chiny     | 3:1   | Kuba                | 21:25 | 25:23 | 25:20 | 25:21 |      | 96:89   | 1:44 | 3225   | raport |

| 5. KOLEJKA |
| ---------- |

Miejsce spotkań: Coliseo de la Ciudad Deportiva, Hawana / Shanghai University Gymnasium, Szanghaj
| Data       | Godz. | Drużyna 1 | Wynik | Drużyna 2           | 1     | 2     | 3     | 4     | 5     | Razem   | Czas | Widzów | *      |
| ---------- | ----- | --------- | ----- | ------------------- | ----- | ----- | ----- | ----- | ----- | ------- | ---- | ------ | ------ |
| 02.07.2004 | 20:40 | Kuba      | 2:3   | Włochy              | 25:17 | 16:25 | 25:21 | 19:25 | 8:15  | 93:103  | 1:56 | 14460  | raport |
| 03.07.2004 | 20:40 | Kuba      | 0:3   | Włochy              | 21:25 | 19:25 | 20:25 |       |       | 60:75   | 1:16 | 8110   | raport |
| 03.07.2004 | 16:00 | Chiny     | 2:3   | Serbia i Czarnogóra | 25:27 | 27:25 | 20:25 | 25:20 | 11:15 | 108:112 | 2:00 | 2905   | raport |
| 04.07.2004 | 16:00 | Chiny     | 0:3   | Serbia i Czarnogóra | 20:25 | 23:25 | 20:25 |       |       | 63:75   | 1:11 | 2075   | raport |

| 6. KOLEJKA |
| ---------- |

Miejsce spotkań: Coliseo de la Ciudad Deportiva, Hawana / SPC "Wojwodina", Nowy Sad (10 lipca), Hala Pionir, Belgrad (11 lipca)
| Data  | Godz. | Drużyna 1           | Wynik | Drużyna 2 | 1     | 2     | 3     | 4     | 5 | Razem | Czas | Widzów | *      |
| ----- | ----- | ------------------- | ----- | --------- | ----- | ----- | ----- | ----- | - | ----- | ---- | ------ | ------ |
| 09.07 | 20:40 | Kuba                | 3:1   | Chiny     | 25:22 | 25:19 | 20:25 | 25:22 |   | 95:88 | 1:41 | 8053   | raport |
| 10.07 | 20:40 | Kuba                | 3:0   | Chiny     | 25:18 | 25:23 | 25:18 |       |   | 75:59 | 1:11 | 8010   | raport |
| 10.07 | 20:00 | Serbia i Czarnogóra | 3:1   | Włochy    | 26:24 | 25:17 | 23:25 | 25:20 |   | 99:86 | 1:43 | 6250   | raport |
| 11.07 | 20:00 | Serbia i Czarnogóra | 3:0   | Włochy    | 25:20 | 25:16 | 25:18 |       |   | 75:54 | 1:10 | 7000   | raport |

## Turniej finałowy
Miejsce turnieju:  Włochy – PalaLottomatica, Rzym

Wszystkie godziny według strefy czasowej UTC+02:00.

### Mecze o rozstawienie
| Data       | Godz. | Drużyna 1 | Wynik | Drużyna 2           | 1     | 2     | 3     | 4     | 5 | Razem  | Czas | Widzów | *      |
| ---------- | ----- | --------- | ----- | ------------------- | ----- | ----- | ----- | ----- | - | ------ | ---- | ------ | ------ |
| 16.07.2004 | 18:30 | Włochy    | 3:0   | Serbia i Czarnogóra | 25:18 | 25:22 | 25:23 |       |   | 75:63  | 1:13 | 5200   | raport |
| 16.07.2004 | 21:00 | Brazylia  | 3:1   | Bułgaria            | 25:17 | 32:30 | 18:25 | 25:21 |   | 100:93 | 1:43 | 3400   | raport |

### Półfinały
| Data       | Godz. | Drużyna 1 | Wynik | Drużyna 2           | 1     | 2     | 3     | 4 | 5 | Razem | Czas | Widzów | *      |
| ---------- | ----- | --------- | ----- | ------------------- | ----- | ----- | ----- | - | - | ----- | ---- | ------ | ------ |
| 17.07.2004 | 18:30 | Włochy    | 3:0   | Bułgaria            | 25:21 | 25:18 | 25:21 |   |   | 75:60 | 1:10 | 5650   | raport |
| 17.07.2004 | 21:00 | Brazylia  | 3:0   | Serbia i Czarnogóra | 25:23 | 32:30 | 25:20 |   |   | 82:73 | 1:28 | 4100   | raport |

### Mecz o 3. miejsce
| Data       | Godz. | Drużyna 1           | Wynik | Drużyna 2 | 1     | 2     | 3     | 4 | 5 | Razem | Czas | Widzów | *      |
| ---------- | ----- | ------------------- | ----- | --------- | ----- | ----- | ----- | - | - | ----- | ---- | ------ | ------ |
| 18.07.2004 | 16:00 | Serbia i Czarnogóra | 3:0   | Bułgaria  | 25:23 | 25:19 | 25:20 |   |   | 75:62 | 1:13 | 7800   | raport |

### Finał
| Data       | Godz. | Drużyna 1 | Wynik | Drużyna 2 | 1     | 2     | 3     | 4     | 5 | Razem  | Czas | Widzów | *      |
| ---------- | ----- | --------- | ----- | --------- | ----- | ----- | ----- | ----- | - | ------ | ---- | ------ | ------ |
| 18.07.2004 | 18:30 | Brazylia  | 3:1   | Włochy    | 27:25 | 25:19 | 25:27 | 25:17 |   | 102:88 | 1:40 | 10800  | raport |

## Klasyfikacja końcowa
| Miejsce | Reprezentacja       |
| ------- | ------------------- |
| złoto   | Brazylia            |
| srebro  | Włochy              |
| brąz    | Serbia i Czarnogóra |
| 4.      | Bułgaria            |
| 5.      | Francja             |
| 5.      | Grecja              |
| 7.      | Hiszpania           |
| 7.      | Kuba                |
| 7.      | Polska              |
| 10.     | Chiny               |
| 10.     | Japonia             |
| 10.     | Portugalia          |

## Nagrody indywidualne
| Najlepszy punktujący  | Andrea Sartoretti |
| Najlepszy atakujący   | Samuele Papi      |
| Najlepszy blokujący   | Luigi Mastrangelo |
| Najlepszy zagrywający | Matej Kazijski    |
| Źródło:               |                   |